# 綠滇西蛇
綠滇西蛇是南亞一種普遍及無害的水蛇。

## 特徵
綠滇西蛇細小，頭窄，鼻孔斜開及位於較高的位置。牠們呈橄欖綠色，腹部呈黃色至橙色。牠們兩側有時有些粉紅色或紫色。尾巴佔總長度的三分之一或四分之一。
綠滇西蛇的鱗片粗糙。在印度南部的群落沿第5/6或第4/5節鱗片至鼻孔有一條紅線。雄蛇的紅線比雌蛇的較鮮艷。雌蛇長70-75厘米，雄蛇長50-60厘米。最長的約長87厘米。牠們只有1片鼻寗鱗，肋間有9節鱗片，上唇有8/9片鱗片。

## 分佈
綠滇西蛇分佈在斯里蘭卡、印度及尼泊爾。在印度內，牠們分佈在北緯15°以南的地區及沿東岸至北阿坎德邦。牠們在班加羅爾、阿爾科特及卡基納達十分普遍。牠們不會在海拔100米以上或是印度最北部的地方出沒。

## 習性
綠滇西蛇出沒於近水源或附近的叢林。牠們是日間活動的，但也會在夜間出沒。牠們很少會咬人。牠們會在夏天夏眠。
綠滇西蛇主要吃青蛙、蝌蚪、魚類及蟹。牠們會游近獵物，突然從側面捕捉獵物。牠們也會吃孑孓。

## 繁殖
綠滇西蛇是卵生的。牠們的蛋是白色的，長30-35毫米。牠們於1月至4月間生10-32條幼蛇。雛生的蛇長16.6-17.5厘米。

## 外部連結
- TIGR Reptile Database上的Atretium schistosum